# Cricot 2
Das Cricot 2 war ein Theater für Schauspiel in der kleinpolnischen Stadt Krakau.

## Lage
Das Theater befand sich im Süden der Krakauer Altstadt an der Kanonicza-Straße unterhalb des Wawels.

## Geschichte
Das Theater wurde 1955 von Tadeusz Kantor und Maria Jarema gegründet und nach dem Warschauer Avantgardetheater der Zwischenkriegszeit Cricot benannt. Zunächst trat das Theater in der Kanonicza Straße auf, ab 1961 auch am Krakauer Hauptmarkt. Es spielte Stücke von Witkacy und später Kantor selbst. Als absurdes Theater erreichte es Weltruhm und trat mit Stücken wie Die tote Klasse oder Wielopole, Wielopole in vielen Ländern auf. Kantor, der polnisch-jüdischer Herkunft war und dessen Vater 1942 in Auschwitz ermordet wurde, verarbeitete die Erfahrungen des Holocausts in seinen Stücken. Kurz nach seinem Tod 1990 löste sich das Theater auf.